# Tōshirō Hitsugaya
Tōshirō Hitsugaya (日番谷 冬獅郎?, Hitsugaya Tōshirō) è uno dei personaggi del manga Bleach di Tite Kubo e delle sue opere derivate. Nella serie Hitsugaya è il capitano della Decima Divisione del Gotei 13, un gruppo di Shinigami che mantengono l'equilibrio tra il mondo dei vivi e il mondo morti e proteggono l'aldilà conosciuto come Soul Society. Hitsugaya compare inoltre nei film d'animazione di Bleach, tra cui The DiamondDust Rebellion in cui ricopre il ruolo di protagonista, nei videogiochi e negli OAV della serie.
Il suo personaggio è stato apprezzato dal pubblico e dalla critica. Tra i fan della serie è ritenuto uno dei personaggi più popolari, piazzandosi in alto in molti sondaggi di popolarità, ricoprendo in una circostanza anche la prima posizione. Anche la sua Zanpakutō Hyorinmaru è stata votata come la più popolare. È doppiato da Romi Park e da Mosè Singh nel doppiaggio italiano.

## Storia
Hitsugaya è nato nel Rukongai ed è cresciuto con sua nonna e Momo Hinamori, che considera una cara amica. Iscrittosi all'accademia degli Shinigami, Hitsugaya dimostra fin da subito un talento fuori dal comune e diviene il più giovane capitano nella storia della Soul Society, a capo della Decima Divisione. Durante la saga della Soul Society, Hitsugaya comincia a sospettare che Gin Ichimaru sia dietro agli strani avvenimenti che hanno condotto alla condanna di Rukia Kuchiki. Dopo la falsa morte di Sōsuke Aizen, Hitsugaya investiga per conto suo, scoprendo che i 46 consiglieri sono tutti deceduti. Quando Hinamori lo accusa di essere il responsabile della morte del suo capitano, Hitsugaya, pieno di rabbia, attacca Gin, che ritiene responsabile del raggiro ai danni dell'amica; lo scontro è interrotto dal suo luogotenente Rangiku Matsumoto. Poco dopo Hitsugaya scopre Hinamori gravemente ferita per mano di Aizen e cerca quindi di ucciderlo, ma viene sconfitto in un istante.
Dopo il tradimento di Aizen, Hitsugaya è incaricato di guidare un gruppo di Shinigami a protezione di Karakura Town dagli attacchi degli Arrancar, che Aizen ha vinto alla sua causa. Dopo aver sconfitto Luppi Antenor e aver appreso che Orihime Inoue è stata rapita e condotta a Las Noches, Hitsugaya torna alla Soul Society per prepararsi alla battaglia contro Aizen e i suoi sottoposti. Giunto alla falsa Karakura Town, Hitsugaya ingaggia battaglia con Tia Harribel, che lo costringe a ricorrere alla sua tecnica più potente: Hyōten Hyakkasō. Lo scontro è interrotto da Aizen che mette fuori gioco l'Arrancar e sfida apertamente tutto il Gotei 13 e i Vizard. Il giovane attacca Aizen, ma subisce l'ipnosi della Zanpakuto dell'avversario e finisce per colpire Hinamori al suo posto. Infuriato, si scaglia contro Aizen che però lo sconfigge con un solo colpo tagliandogli un braccio ed una gamba. In seguito alla sconfitta di Aizen, Hitsugaya si rimette in sesto e decide di allenarsi per potenziare il suo Bankai così da proteggere Hinamori.
Ritorna nel mondo dei vivi dopo 17 mesi per aiutare Ichigo a riottenere i suoi poteri da Shinigami sottratti dai Fullbringer. Separato dai suoi compagni, è costretto a combattere col giovane Yukio Hans Vorarlberna, riuscendo a congelarlo e intimandogli di restituire i poteri di Ichigo. Durante l'invasione della Soul Society da parte del Vandenreich, a Hitsugaya viene rubato il Bankai dallo Stern Ritter "I" Cang Du. Recuperatolo durante la seconda invasione grazie ad una pillola creata da Kisuke Urahara, Hitsugaya sconfigge il suo avversario ma sviene per le ferite riportate. Viene risvegliato come zombie sotto il comando dello Stern Ritter "Z" Giselle Gewelle insieme a Matsumoto, Kensei Muguruma e Rōjūrō Ōtoribashi e costretto a combattere contro Mayuri Kurotsuchi. Infine Kurotsuchi riesce a prendere il controllo degli Shinigami zombificati e riporta in vita Hitsugaya e Matsumoto, accorciando tuttavia la loro durata di vita. Hitsugaya scende quindi nuovamente in campo per affrontare Yhwach e i suoi subordinati. Nell'epilogo continua a svolgere il suo compito di capitano della decima divisione.

## Descrizione

### Aspetto fisico e personalità

Tōshirō Hitsugaya sulla copertina del numero 16 di Bleach

Hitsugaya è relativamente giovane per uno Shinigami e ha pertanto l'aspetto di un bambino. È basso, con occhi azzurri e capelli bianchi e arruffati. Indossa un haori senza maniche con una fascia verde a tracolla, tenuta ferma da una spilla rotonda a forma di stella. La fascia ha lo scopo di tenere la fodera della Zanpakuto sulla schiena.
Sebbene possa sembrare glaciale e distaccato, Hitsugaya in realtà ha stretto un ottimo rapporto con diversi personaggi, in particolare Momo Hinamori: i due sono amici di lunga durata, tanto che non perdona chiunque le faccia del male. Ha un'espressione quasi sempre imbronciata ed è oggetto di gag per la sua scrupolosità ossessionata nel compilare i documenti perennemente presenti a pile sulla sua scrivania. Essendo molto giovane e di conseguenza basso di statura, si altera moltissimo quando qualcuno non lo chiama capitano Hitsugaya, come per esempio fanno Hinamori, che lo chiama Shiro-chan per via dell'amicizia stretta da bambini, o Ichigo, che lo chiama solo Tōshirō.
Il capitano della Tredicesima Divisione Jūshirō Ukitake ha una simpatia unilaterale per lui, dato che i loro nomi contengono entrambi la parola shiro ("bianco") e entrambi sono nati il 21 dicembre: infatti, ogni volta che lo incontra, gli regala montagne di dolci.

### Poteri e abilità
Nonostante la giovanissima età, Hitsugaya è uno degli Shinigami più potenti della Soul Society e, proprio grazie al suo enorme potenziale, è riuscito a diventare il più giovane capitano del Gotei 13. La sua abilità viene sottolineata anche da Shunsui Kyōraku, il quale afferma che Hitsugaya è un bambino prodigio che nel giro di un centinaio di anni lo supererà sicuramente. Dispone inoltre di grande intelligenza e senso tattico.
La sua Zanpakutō si chiama Hyōrinmaru (氷輪丸? "Anello di ghiaccio") ed è una Zanpakuto di tipo elementale, in grado di controllare l'acqua e il ghiaccio. Lo spirito di Hyōrinmaru ha la forma di un gigantesco drago azzurro di ghiaccio con una voce echeggiante. Lo Shikai viene rilasciato al comando "troneggia sui cieli ghiacciati" (霜天に坐せ?, soten ni zase), e dall'elsa della spada si protende una lunga catena che termina con una piccola lama a forma di luna crescente. Il suo potere consiste nell'abbassare la temperatura dell'acqua, rendendola ghiaccio e potendo così comandarlo; ogni suo fendente provoca ondate di ghiaccio che prendono la forma di un dragone. Sia il drago che la catena congelano tutto ciò che si trova nel raggio di diversi chilometri. Hyōrinmaru viene definita la Zanpakutō di ghiaccio più potente di tutta la Soul Society. Il Bankai di Hitsugaya è Daiguren Hyōrinmaru (大紅蓮・氷輪丸? "Anello di Ghiaccio del Grande Loto Scarlatto"). Quando lo attiva, dalle spalle alla schiena si formano due grandi ali di ghiaccio e una lunga coda. Le gambe e le braccia vengono ricoperte dal ghiaccio fino a formare, in corrispondenza dei piedi e delle mani, zampe con artigli da rapace. Una volta attivato, il Bankai congela immediatamente eventuali ferite in modo da bloccare perdite di sangue. Daigoren Hyōrinmaru possiede diverse potenti abilità, tra cui avvolgersi nelle sue stesse ali di ghiaccio per proteggersi dagli attacchi dei nemici o rigenerare il suo Bankai fin tanto che c'è acqua nell'atmosfera. Uno degli attacchi più potenti è Hyōten Hyakkasō (氷天百華葬? "Funerale dei Cento Fiori del Paradiso di Ghiaccio"), che fa precipitare una quantità di fiocchi di neve sull'avversario e ovunque questi si posino, istantaneamente congelano assumendo la forma di un fiore.
A causa della giovane età del suo possessore, inizialmente il Bankai di Hitsugaya non è ancora completamente formato e presenta tre grandi fiori con quattro petali rosa sopra le spalle i quali scompaiono gradualmente. Alla scomparsa di tutti e dodici i petali, il Bankai si scioglie, causando danni all'utilizzatore.
Durante il combattimento con lo Stern Ritter M "The Miracle", Gerard Valkyrie, Hyorinmaru raggiunge il suo stadio di maturità eliminando la limitazione di tempo e donando al suo possessore un aspetto più maturo, permettendo ad Hitsugaya di utilizzare temporaneamente il vero potenziale della sua spada. In questa forma, Hitsugaya può congelare qualsiasi cosa con cui non sia a diretto contatto nel giro di quattro secondi, se il nemico entra in contatto con lui o la sua spada subisce la stessa sorte. Hitsugaya può congelare qualsiasi cosa, anche gli altri elementi come il fuoco, uccidendo ogni cosa venga coperta dal suo ghiaccio, persino i poteri altrui vengono uccisi e i loro effetti negati, come avvenuto per la spada di Gerard, che perde il suo potere speciale una volta colpita da Hitsugaya.

## Accoglienza
Hitsugaya è risultato estremamente popolare nei sondaggi di Weekly Shōnen Jump sui personaggi più amati di Bleach, finendo spesso nella top ten. A inizio 2008 ha anche ricoperto la prima posizione, rimpiazzando Ichigo Kurosaki che aveva precedentemente ricoperto la posizione. Hyōrinmaru è stata eletta la Zanpakuto più popolare in un sondaggio dedicato. In un sondaggio condotto nel 2007 dalla rivista giapponese Newtype è stato votato il nono personaggio maschile di anime più popolare. Al 28º Anime Grand Prix, Hitsugaya si classificò ottavo nella lista dei personaggi maschili di anime più popolari Per promuovere il secondo film di Bleach, The DiamondDust Rebellion, Tite Kubo decise di adottare la tagline provocatoria Execute Hitsugaya! in modo da sorprendere i fan. Tuttavia, quando iniziò a ricevere una moltitudine di lettere dai fan preoccupati, si scusò per l'equivoco.
Numerose riviste specializzate hanno espresso apprezzamenti e critiche nei confronti del personaggio di Hitsugaya. È stato identificato come uno dei personaggi della serie più apprezzato dai fan. Carl Kimlinger di Anime News Network ha affermato che le questioni personali di Hitsugaya costituiscono alcuni dei fattori più interessanti della saga della Soul Society. Riguardo al suo Bankai, il critico ne aveva inizialmente apprezzato l'animazione nell'anime, salvo poi affermare che "lo fa apparire come un corvo blu artritico". Ramsey Isler di IGN si è lamentato del fatto che la prima battaglia di Hitsugaya contro un Arrancar non era molto appassionante e che il personaggio non ha avuto modo di "risplendere". Chris Beveridge di Mania Entertainment ha invece apprezzato la figura di Hitsugaya nella saga della falsa Karakura Town, specialmente il suo scontro con Aizen.
Il suo ruolo in DiamondDust Rebellion è stato apprezzato da Holly Ellingwood di Active Anime che ha ritenuto la sua storia "coinvolgente ed intrigante". Allo stesso modo, Chris Beveridge ha evidenziato come nel film Hitsugaya "spicchi come un vero uomo".

## Apparizioni in altri media
Hitsugaya appare in tutti i film tratti dalla serie. È il protagonista del secondo film, Bleach: The DiamondDust Rebellion, in cui è accusato di aver rubato il prezioso sigillo del re e deve misurarsi con un suo vecchio amico e rivale Sōjirō Kusaka. Per promuovere il film Tite Kubo scrisse un capitolo one-shot in cui viene rivelato come Hitsugaya ottenne i suoi poteri. Hitsugaya è un personaggio giocante nella serie di videogiochi Bleach: Blade Battlers, Bleach: Shattered Blade e Bleach: Versus Crusade. Compare inoltre nel videogioco Jump Ultimate Stars e nel videogioco crossover Jump Force tramite contenuto DLC.
In Rock Musical Bleach è interpretato da Takashi Nagayama, mentre in Shinsei Rock Musical Bleach Reprise Nagayama è stato sostituito prima da Yūya Kido e poi da Takuya Kawaharada.